# Juanete (vela)

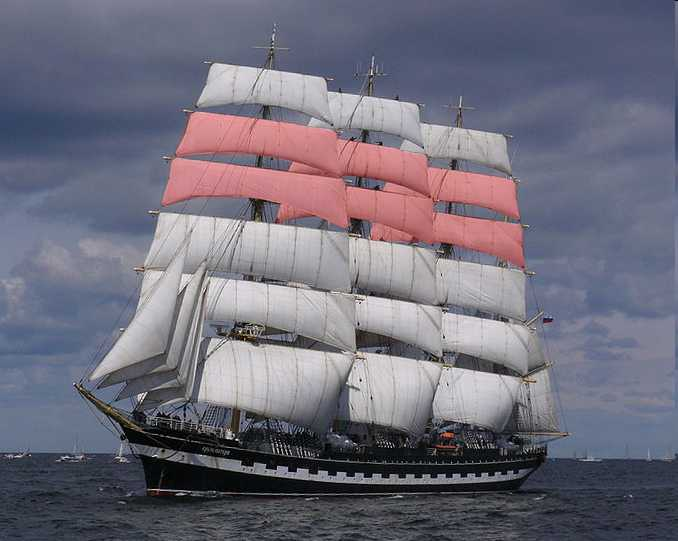
Juanetes en rosa.

En náutica, el juanete es el sobrenombre del mastelero, de la verga y de la vela que van sobre los de las gavias. Además, las tres cosas toman también el nombre del palo a que pertenecen. La verga o vela del de sobremesana se llama peculiarmente perico o períquito.

## Tipos de juanete
- Juanete mayor: vela cuadra que se larga más arriba y a continuación de la gavia.
- Juanete de proa: vela cuadra que se larga más arriba y en seguida del velacho.
- Juanete mesana o de sobremesana.
- Juanetes volantes: los que son de quita y pon o los que gastan ciertas embarcaciones chicas solo en los tiempos bonancibles como vela auxiliar.

## Expresiones relacionadas
- Cruzar los juanetes: Echar arriba las vergas de este sobrenombre y cruzarlas, estando en puerto. Maniobra que en los barcos de guerra se hace ordinariamente todas las mañanas, así como al ponerse el sol en la tarde anterior, se ha ejecutado la de echarlas abajo.